# Подгорное (Криничанский район)
Подгорное (укр. Підгірне) — село,
Семеновский сельский совет,
Криничанский район,
Днепропетровская область,
Украина.
Код КОАТУУ — 1222086006. Население по переписи 2001 года составляло 109 человек.

## Географическое положение
Село Подгорное находится на расстоянии в 1,5 км от села Прапор и в 2-х км от села Семеновка.
По селу протекает пересыхающий ручей с запрудой.